# Архиепархия Мосула (халдеокатолическая)
 Архиепархия Мосула (лат. Archieparchia Mausiliensis Chaldaeorum) — архиепархия Халдейской католической церкви с центром в городе Мосул, Ирак. Численность верующих архиепархии Мосула Халдейской католической церкви составляет 20.600 человек. Кафедральным собором архиепархии Мосула является собор святого Павла.

## История
С 1830 года, после образования Халдейской католической церкви, кафедра католического Патриарха Вавилона Халдейского находилась в Мосуле. В 1896 году численность католиков Халдейской католической церкви, проживавших в Мосуле, составляла около 23 тысячи человек. В городе было 11 приходов. В 1913 году начался массовый переход несториан-халдеев в католицизм. Число католиков в Мосуле возросло до 32 тысяч человек.
В 1954 году кафедра католического Патриарха Вавилона Халдейского была перенесена в Багдад. 24 октября 1960 года Римский папа Иоанн XXIII издал буллу Amoris Nostri,  которой учредил епархию Мосула, выделив её из архиепархии Багдада. 14 февраля 1967 года епархия Мосула была возведена в ранг архиепархии.
Христиане, проживавшие в Мосуле, неоднократно подвергались гонениям со стороны местных мусульманских фундаменталистов. 12 августа 1995 года была разрушена резиденция епископа. В декабре 2004 года кафедральный собор в Мосуле серьёзно пострадал в результате террористического акта. 12 марта 2008 года был убит архиепископ Паулос Фарадж Раххо.

## Ординарии архиепархии
- патриарх Иоханан VIII Хормез (22.05.1776 — 20.04.1778) — патриарх Вавилона Халдейского;
- епископ Иосиф Аудо (25.03.1825 — 1833) — незаконный епископ, в 1833 году назначен епископом Амадии, с 16 декабря 1847 года патриарх Вавилона Халдейского;
- архиепископ Эммануэль Дадди (27.06.1960 — 11.01.1980);
- архиепископ Георгий Гарму (23.04.1980 — 9.09.1999);
- архиепископ Паулос Фарадж Раххо (12.01.2001 — 12.03.2008);
- архиепископ Эмиль Шимун Нона (5.05.2009 — по настоящее время).

## Источник
- Annuario Pontificio, Libreria Editrice Vaticana, Città del Vaticano, 2003, ISBN 88-209-7422-3
- Булла Amoris Nostri Архивная копия от 7 октября 2013 на Wayback Machine, AAS 53 (1961), стр. 585  (лат.)
- Tfinkdji, L’Eglise chaldéenne autrefois et aujourd’hui, in A. Battandier, Annuaire Pontifical Catholique, XVII, 1914, стр. 478—482, 485
- J.-B. Chabot, Etat religieux des diocèses formant le Patriarcat chaldéen de Babylone au 1er janvier 1896, in Revue de l’Orient Chrétien I, 1896, стр. 436—437, 453